# Indes occidentales aux Jeux olympiques d'été de 1960
La Fédération des Indes occidentales a participé aux Jeux olympiques de 1960 pour l'unique fois de son histoire, l'entité étant dissoute en 1962. Composée de 13 athlètes au total, elle remporte deux médailles de bronze en athlétisme.

## Liste des médaillés

### Médailles de bronze
| Sport                   | Discipline    | Sportifs                                                  | Performance  |
| Médailles de bronze : 2 |               |                                                           |              |
| Athlétisme              | 800 m (H)     | George Kerr                                               | 1 min 47 s 1 |
| Athlétisme              | 4 x 400 m (H) | George Kerr James Wedderburn Keith Gardner Malcolm Spence | 3 min 04 s 0 |